# Геній (кінопремія)
«Ге́ній» (фр. Prix Génie букв. геній; англ. Genie Award) — найвища канадська кінонагорода, яку щорічно присуджували з 1980-го по 2012 рік за видатні досягнення у кінематографі за результатами попереднього кінематографічного року.

## Історія та опис
Кінопремію «Геній» заснувала у 1980 році канадська Академія кіно та телебачення, вона прийшла на заміну Канадській кінопремії, яку присуджували з 1949-го по 1978 рік.
Статуетку премії «Етрог» (англ. Etrog) розробив скульптор Сорел Етрог і її вручали переможцям Канадської кінопремії з 1968 року. Статуетку перейменували на «Геній» і вона символізувала «магію кіновиробництва та прихований геній, який шукає вираження в усіх творчих людях». Перша церемонія вручення премії «Геній» відбулася 20 березня 1980 року в Королівському театрі Олександри в Торонто.
У 2012 році, після «широких галузевих консультацій та аутріч», Академія кіно та телебачення оголосила, що вона може об'єднати премію «Геній» та телевізійну премію «Джеміні» (англ. Gemini) в одну премію — Канадські екранні нагороди (англ. Canadian Screen Awards), церемонія якої вперше була проведена в Торонто 3 березня 2013 року та транслювалася на телеканалі CBC. Керівник академії Хельга Стівенсон пояснила, що злиття нагород за телебачення та кіно є частиною зусиль «придати цим галузям набагато більше уваги».

## Категорія премії
- Найкращий фільм[fr] (Best Motion Picture)
- Найкраща гра актора у головній ролі (Best Performance by an Actor in a Leading Role)
- Найкраща гра акторки у головній ролі (Best Performance by an Actress in a Leading Role)
- Найкраща гра іноземного актора[en] (Best Performance by a Foreign Actor)
- Найкраща гра іноземної акторки[en] (Best Performance by a Foreign Actress)
- Найкраща гра актора у ролі другого плану (Best Performance by an Actor in a Supporting Role)
- Найкраща гра акторки у ролі другого плану[fr] (Best Performance by an Actress in a Supporting Role)
- Найкраще досягнення у режисурі[fr] (Best Achievement in Direction)
- Найкращий оригінальний сценарій (Best Original Screenplay)
- Найкращий адаптований сценарій (Best Adapted Screenplay)
- Найкраще досягнення в операторській роботі (Best Achievement in Cinematography)
- Найкраще досягнення в роботі артдиректора/художника-постановника (Best Achievement in Art Direction/Production Design)
- Найкраще досягнення у дизайні костюмів (Best Achievement in Costume Design)
- Найкраще досягнення у монтажі (Best Achievement in Editing)
- Найкраще досягнення у звуковому оформленні (Best Achievement in Overall Sound)
- Найкраще досягнення у монтажі звуку (Best Achievement in Sound Editing)
- Найкраще досягнення у візуальних ефектах (Best Achievement in Visual Effects)
- Найкраще досягнення у макіяжі (Best Achievement in Make-Up)
- Найкраще досягнення у музиці — оригінальна пісня (Best Achievement in Music — Original Song)
- Найкраща оригінальна музика[pl] (Meilleure musique originale) (Best Achievement in Music — Original Score)
- Найкращий повнометражний документальний фільм (Best Feature Length Documentary)
- Найкращий короткометражний документальний фільм (Best Short Documentary)
- Найкращий короткометражний анімаційний фільм (Best Animated Short)

## Спеціальні нагороди
- Премія «Золота бобіна» (Bobine d’or) фільму з найвищими касовими зборами року.
- Премія «Air Canada» за видатний індивідуальний внесок у канадське кіновиробництво.
- Премія Клода Жютра[fr] найкращому режисерові дебютного художнього фільму (була заснована в 1993 році).